# Segunda Categoría de Tungurahua 2012
La Asociación de Fútbol Profesional de Tungurahua es un subdivisión de la Federación Deportiva de Tungurahua en el Ecuador. Funciona como asociación de equipos de fútbol dentro de la Provincia de Tungurahua. Bajo las siglas AFT, esta agrupación está afiliada a la Federación Ecuatoriana de Fútbol.
La AFT incluye los siguientes equipos:

## Equipos participantes
| Equipos participantes | Equipos participantes | Equipos participantes                                              |
| --------------------- | --------------------- | ------------------------------------------------------------------ |
|                       |                       |                                                                    |
| Equipo                | Ciudad                | Estadio                                                            |
| América de Ambato     | Ambato                | Estadio Bellavista                                                 |
| Bolívar               | Ambato                | Estadio Bolívar del Instituto Técnico Superior Bolívar             |
| El Globo              | Ambato                | Estadio Neptalí Barona                                             |
| Pelileo S. C.         | Pelileo               | Estadio Ciudad de Pelileo de la Liga Deportiva Cantonal de Pelileo |
| León Carr             | Pelileo               | Estadio Ciudad de Pelileo de la Liga Deportiva Cantonal de Pelileo |

## Grupo 3
| Equipo            | Pts | PJ | PG | PE | PP | GF | GC | DG  |
| ----------------- | --- | -- | -- | -- | -- | -- | -- | --- |
| Pelileo S. C.     | 16  | 6  | 5  | 1  | 0  | 14 | 4  | +10 |
| León Carr         | 13  | 5  | 4  | 1  | 0  | 40 | 5  | +35 |
| América de Ambato | 9   | 5  | 3  | 0  | 2  | 39 | 9  | +30 |
| El Globo          | 3   | 6  | 1  | 0  | 5  | 4  | 29 | −25 |
| Bolívar           | 0   | 6  | 0  | 0  | 6  | 4  | 54 | −50 |

|  | Clasificado a los zonales. |

- Datos: Q6344579